# Literatura polska

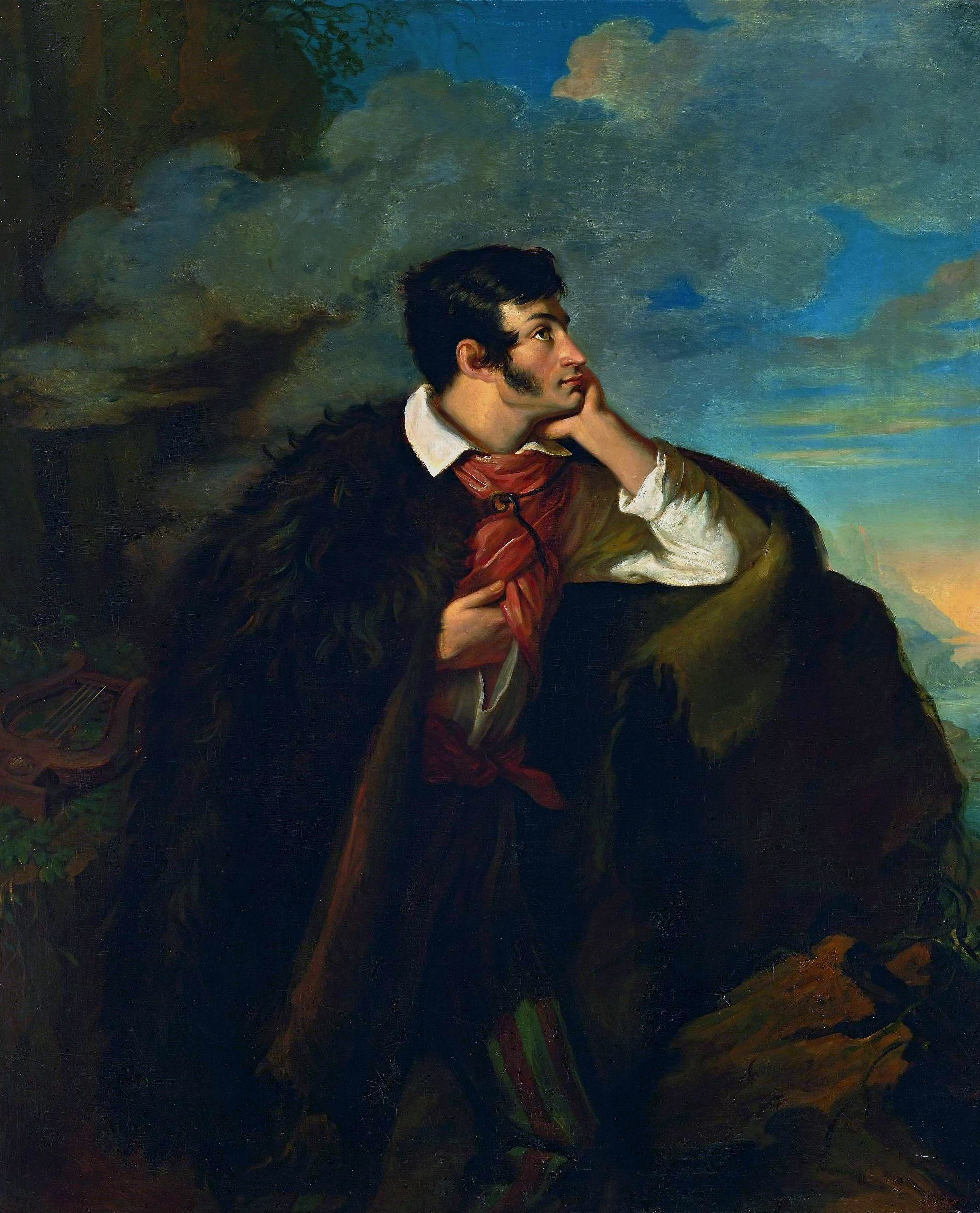
Walenty Wańkowicz, Portret Adama Mickiewicza na Judahu skale, 1827–1828

Literatura polska – literatura piękna spisana w języku polskim i jego dialektach na ziemiach polskich od średniowiecza, choć zalicza się tu także teksty pisane w innych językach (przede wszystkim w łacinie). Do literatury polskiej zaliczane są również dzieła powstałe poza terytorium współczesnej Polski przez literatów posługujących się językiem polskim.

## Średniowiecze

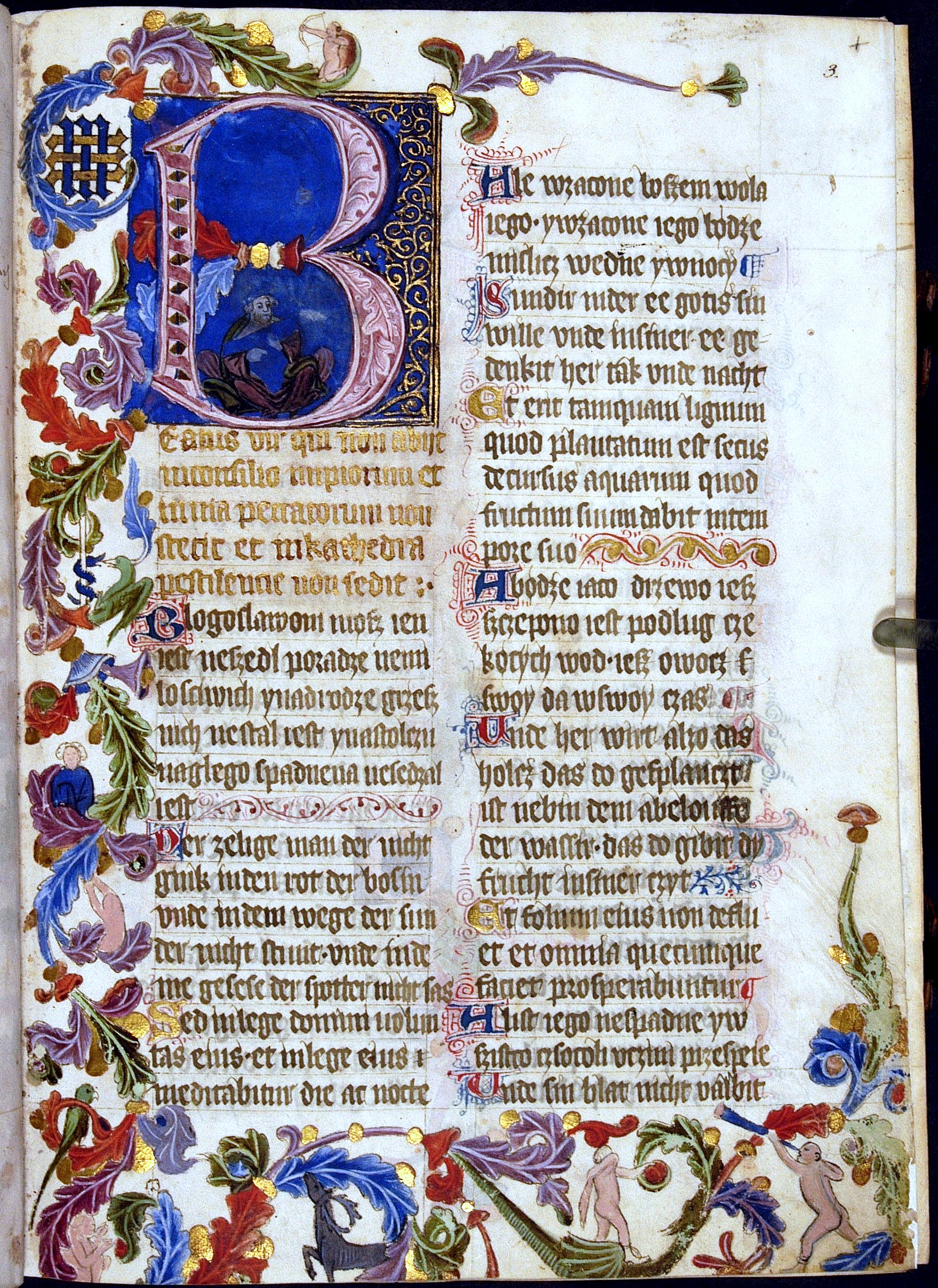
Karta z Psałterza floriańskiego

Początki literatury polskiej wiążą się z piśmiennictwem łacińskim, powstającym na ziemiach polskich już od przełomu X i XI w. Do najstarszych tekstów tego typu zaliczane są utwory hagiograficzne, takie jak trzy żywoty św. Wojciecha oraz Żywot Pięciu Braci Męczenników. Utwory te zostały napisane przez cudzoziemców (autorem Żywota Pięciu Braci był Bruno z Kwerfurtu), którzy korzystając z wzorców religijnego żywotopisarstwa, podjęli tematykę, związaną z lokalnymi wydarzeniami z terenów ówczesnego państwa Piastów.
Do najważniejszych tekstów powstałych podówczas w języku łacińskim zaliczane są kroniki. Najstarszą z nich jest tzw. Kronika polska napisana przez Galla Anonima. Powstała ona za rządów księcia Bolesława Krzywoustego (początek XII w.) i przedstawia dzieje rządów tego władcy, jak również prezentuje osiągnięcia jego piastowskich przodków. Powstała nieco później Kronika Wincentego Kadłubka (ur. po 1150, zm. 1223) opisuje dzieje polskie od czasów starożytnych do roku 1202. Innymi tekstami kronikarskimi z tego okresu, również pisanymi w języku łacińskim, są Kronika wielkopolska (XIII/XIV w.), Kronika Dzierzwy (XIV w.) czy Kronika Janka z Czarnkowa z końca XIV w.
Oprócz prozy, powstawały wówczas także utwory poetyckie w języku łacińskim. Są to utwory epigramatyczne (np. Breve regnum erigitur, XV w.), epickie (np. Pieśń Maura, XII w.), liryka religijna i inne (np. trzynastowieczny poemat lekarski Antipocras, dominikanina Mikołaja z Polski).
Równolegle, od XIII w. zaczyna się rozwijać piśmiennictwo w języku polskim (najstarszym zapisem w języku polskim jest zdanie z Księgi henrykowskiej, zanotowane pod rokiem 1270). Piśmiennictwo polskie z tego okresu reprezentują przede wszystkim przekłady wybranych ksiąg Pisma Świętego, głównie psałterza (m.in. Psałterz św. Kingi z XIII w., Psałterz floriański z XIV w., czy Psałterz puławski z XV w.), modlitw i innych tekstów kościelnych. Z końca XIV wieku pochodzą tzw. Kazania gnieźnieńskie, wzorowane na pismach łacińskich z tego okresu.

## Renesans (Odrodzenie)

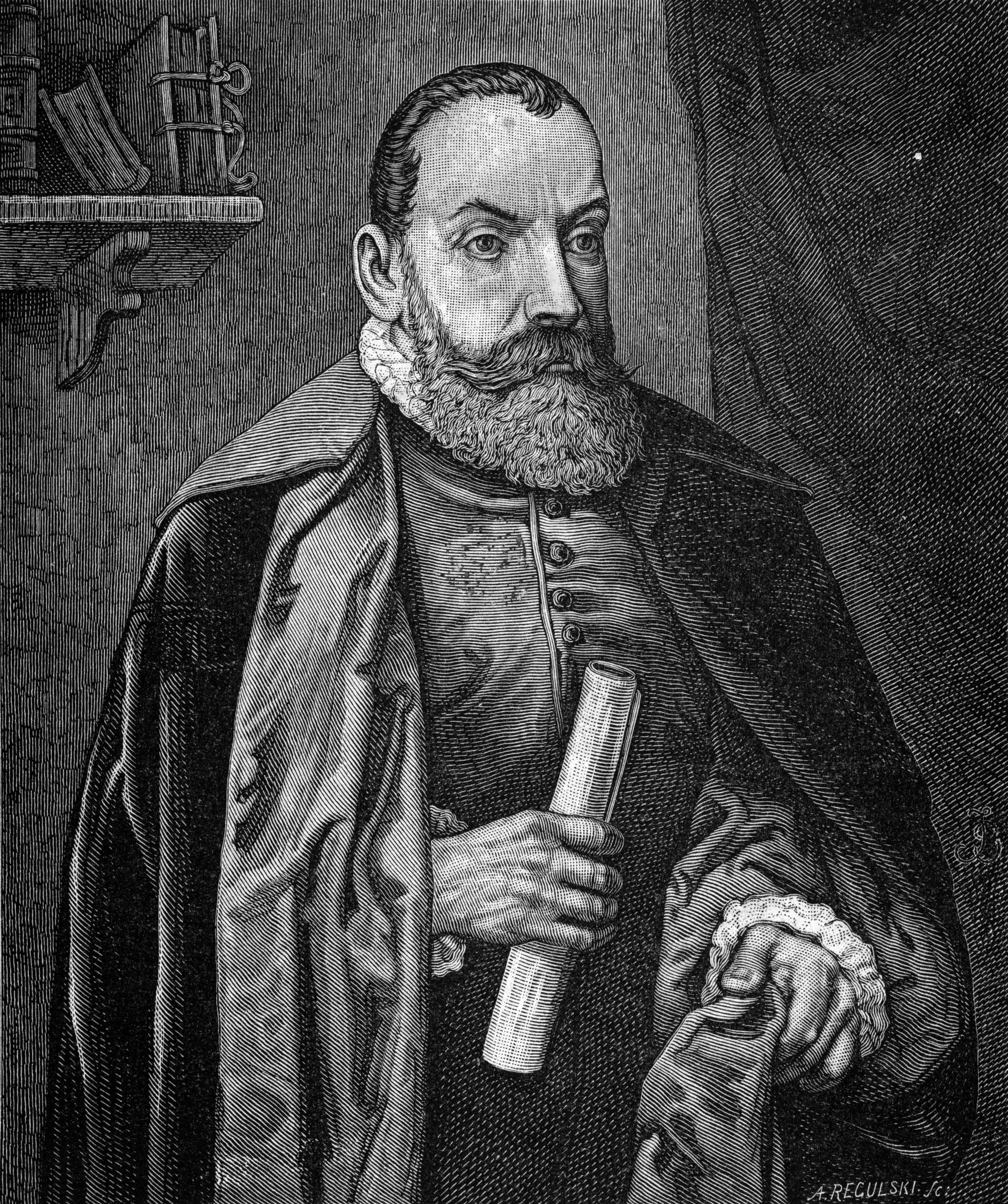
Jan Kochanowski

W literaturze polskiej okresu renesansu (ok. 1500–1620) dochodzi do zmiany jakościowej: obok tematyki religijnej, która dominowała w poprzedniej epoce, coraz wyraźniej zauważalna jest twórczość podejmująca problematykę świecką. Bujnie rozwijała się literatura tworzona w języku łacińskim. Do najważniejszych jej twórców zaliczani są m.in. Klemens Janicki, autor elegii, epigramatów i utworów politycznych oraz autobiograficznej elegii O sobie samym dla potomności, Paweł z Krosna, Jan z Wiślicy (Wojna pruska), Mikołaj Hussowczyk (Pieśń o żubrze), Andrzej Krzycki oraz Jan Dantyszek.
Dla rozwoju literatury pisanej w języku polskim duże znaczenie miała twórczość literacka Mikołaja Reja. Był on autorem dialogów (Krótka rozprawa między trzema osobami, Panem, Wójtem a Plebanem, 1543), traktatów etycznych o godziwym życiu, zbioru epigramatów Zwierzyniec, zbiorów wierszy i utworów dramatycznych (m.in. Kupiec, 1549; Żywot Józefa, 1545).
Wśród poetów polskich tego okresu za najważniejszego uznawany jest Jan Kochanowski, którego twórczość przyczyniła się do rozwoju polskiego języka literackiego. Kochanowski był autorem fraszek, pieśni, wierszy okolicznościowych, trenów, którymi uczcił swoją zmarłą córkę, oraz tragedii Odprawa posłów greckich. Przełożył ponadto na język polski Księgę Psalmów (Psałterz Dawidów, 1579). Kochanowski tworzył także oryginalną poezję w języku łacińskim.

## Barok

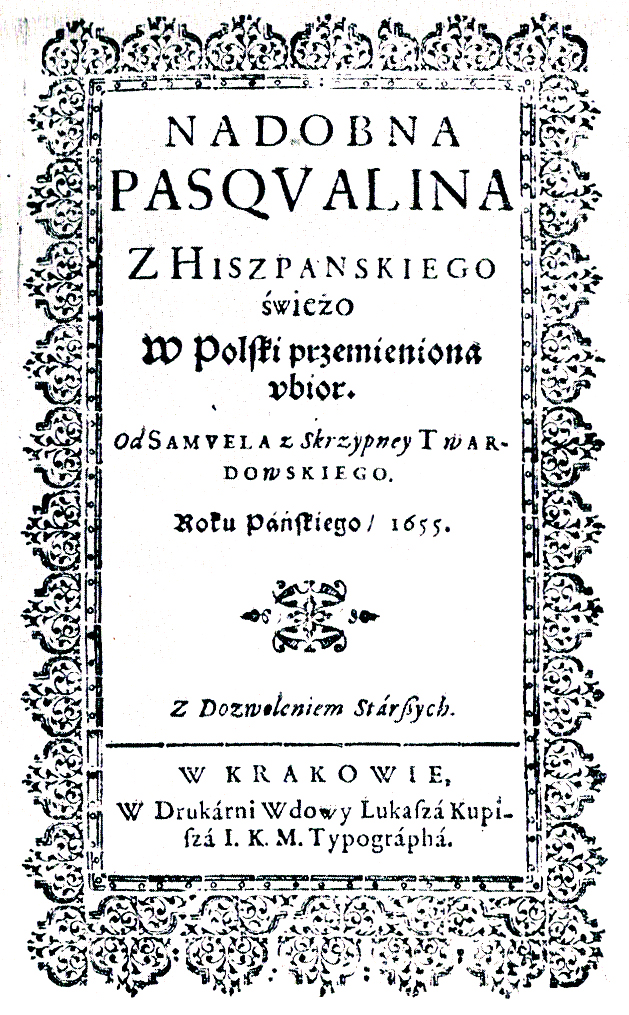
Strona tytułowa pierwszego wydania Nadobnej Paskwaliny

Rozwój estetyki barokowej przypada w literaturze polskiej na lata 1620–1764. W epoce tej wyróżniane są trzy podokresy: wczesny barok (od ok. 1620 do końca panowania króla Zygmunta III), rozkwit (od końca panowania Zygmunta III do czasów saskich) i okres schyłkowy (czasy saskie). Polska literatura barokowa ukształtowała się pod wpływem wzorców europejskich, akcentujących w tematyce religijność, mistycyzm i niepokój egzystencjalny. Nałożyły się na to rodzime pierwiastki kulturowe (sarmatyzm), dzięki czemu literaturę polską tego okresu wyróżniała oryginalność na tle Europy.
Wśród przedstawicieli wczesnego okresu przejściowego wymienić można m.in. Mikołaja Sępa Szarzyńskiego (1550–1581), autora tomu Rymy albo wiersze polskie (druk 1601), Kaspera Miaskowskiego (1549–1622), Stanisława Grochowskiego (1542–1612), Sebastiana Grabowieckiego (1540–1607), Mateusza Bembusa (1567–1645) oraz Piotra Skargę (1536–1612).
Przedstawicielem dworskiej literatury barokowej był Jan Andrzej Morsztyn (1621–1693). Podejmował on w swej twórczości różnorodną tematykę, tworząc wiersze okolicznościowe, satyryczne i erotyczne. Jego twórczość drukowana obejmuje dwa tomy: Kanikuła albo Psia gwiazda oraz Lutnia. Innymi twórcami tego okresu byli m.in. Daniel Naborowski (1573–1640), autor licznych dzieł pisanych po polsku i łacinie (m.in. Marność), Szymon Zimorowic (1608–1629), autor tomu Roksolanki, oraz Szymon Starowolski (1588–1656), publicysta polsko-łaciński. Wybitnym poetą, tworzącym w języku łacińskim, był Maciej Kazimierz Sarbiewski (1595–1640). Do najwybitniejszych polskich poetów okresu baroku zaliczany jest Samuel Twardowski (1595–1661), autor poematów epickich (m.in. Nadobna Paskwalina, 1655), wierszy panegirycznych i in.
Za twórców reprezentujących tzw. klasycyzm barokowy uważa się braci Krzysztofa i Łukasza Opalińskich. Dzięki staraniom Łukasza Opalińskiego w 1661, początkowo w Krakowie, a następnie w Warszawie, ukazywał się „Merkuriusz Polski Ordynaryjny”, pierwsza polska gazeta, redagowana przez Hieronima Pinocciego i Jana Aleksandra Gorczyna.
W schyłkowym okresie baroku (czasy saskie) literatura polska nie rozwijała się już tak bujnie jak wcześniej. Ze względu na trudności gospodarcze i polityczne kraju ten okres znamionuje słabszy rozwój kultury i sztuki polskiej. W literaturze tego okresu niewiele jest dzieł wyróżniających się walorami artystycznymi. Wśród gatunków popularnych podówczas wymienić należy wiersze okolicznościowe, facecje, fraszki, satyry obyczajowe i polityczne, dialogi, bajki, zagadki, diariusze i pamiętniki. Wśród najważniejszych twórców tego okresu wymienić można m.in. pisarzy, takich jak: Józef Baka (1707–1780), Jan Damascen Kaliński (1664–1726), Jan Stanisław Jabłonowski (1669–1731), Wacław Piotr Rzewuski (1706–1779), Wojciech Stanisław Chrościński (1665–1722) oraz poetka Elżbieta Drużbacka (1695–1765). Z prozaików tego okresu wart jest wspomnienia Jędrzej Kitowicz (1727–1804), autor cennego pod względem literackim i historycznym dzieła Opis obyczajów za panowania Augusta III oraz dzieła Pamiętniki, czyli historia Polski.

## Oświecenie

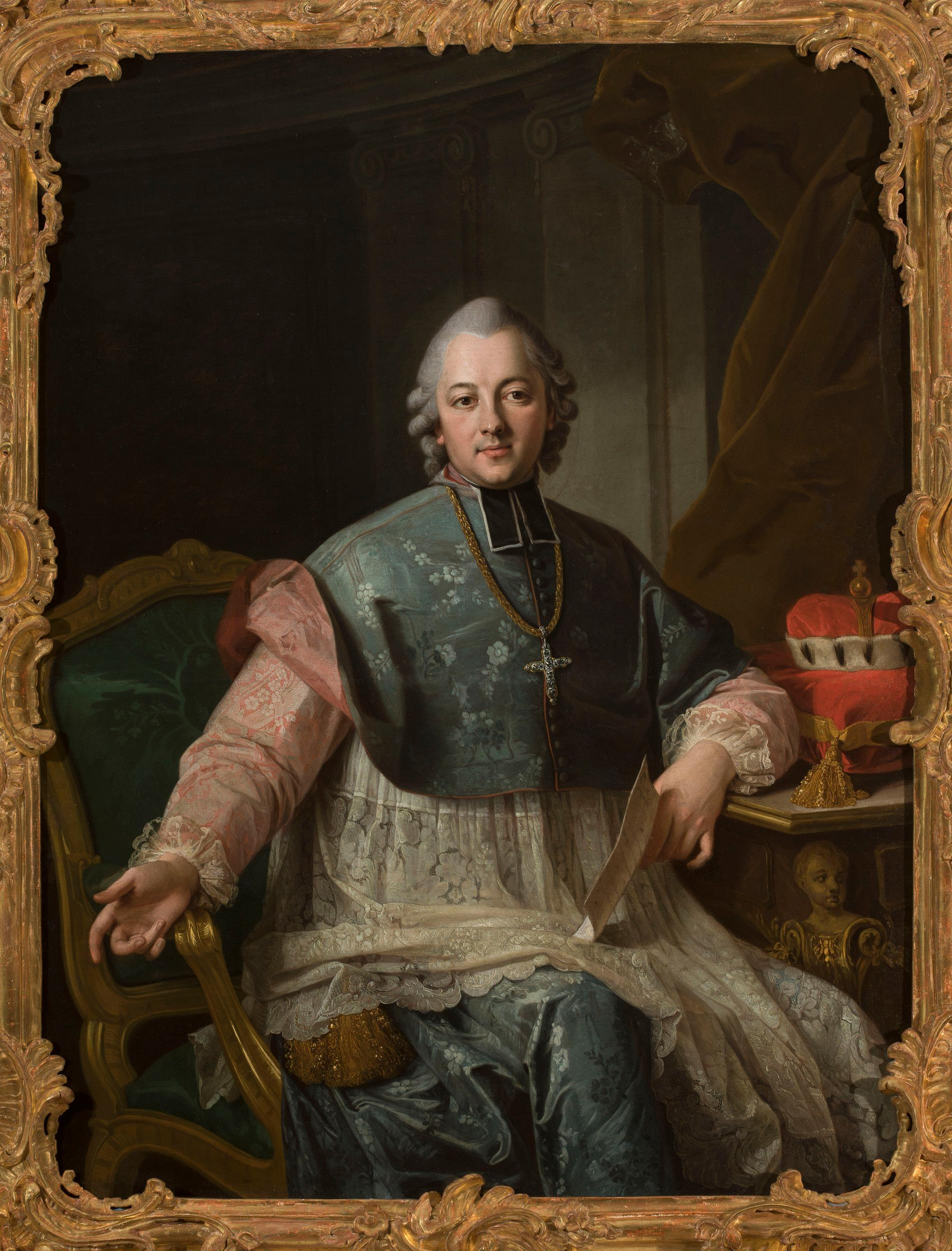
Ignacy Krasicki

Początki kształtowania się polskiej literatury oświeceniowej przypadają na okres panowania Augusta III. Jest to czas, kiedy schyłkowym tendencjom epoki baroku towarzyszą pierwsze zjawiska, charakterystyczne dla nowej epoki, oświecenia. Do zjawisk tych należy m.in. rozwój szkolnictwa i oświaty. W 1740 roku staraniem Stanisława Konarskiego powstało w Warszawie Collegium Nobilium, będące elitarną szkołą dla młodzieży szlacheckiej. Powstanie Collegium jest jednocześnie pierwszym krokiem w reformie szkolnictwa polskiego, realizowaną najpierw przez zakon pijarów, a następnie przez jezuitów. W 1747 roku bracia Andrzej i Józef Załuscy przekształcili swój prywatny księgozbiór w jedną z pierwszych w Europie bibliotek publicznych, która nie tylko udostępniała zbiory, ale także prowadziła działalność bibliograficzną i edytorską oraz organizowała konkursy naukowe.
Do rozkwitu literatury tworzonej w duchu nowej epoki doszło za panowania Stanisława Augusta Poniatowskiego (1764-1795). Od marca 1765 roku ukazywał się Monitor, czasopismo redagowane w duchu racjonalizmu i tolerancji religijnej przez Ignacego Krasickiego i Franciszka Bohomolca przy wsparciu króla. Na łamach czasopisma poruszano wiele aktualnych tematów. W nowych, krótkich formach publicystycznych (eseje, reportaże, listy do redakcji, artykuły, felietony itp.) autorzy krytykowali sarmackie zacofanie, postulowali nowy wzór osobowy oświeconego szlachcica. Zasadniczym celem czasopisma była poprawa obyczajów i moralności społeczeństwa. Czasopismo ukazywało się do 1785 r.
Ważną rolę w kształtowaniu się polskiej estetyki oświeceniowej odgrywały organizowane przez króla tzw. obiady czwartkowe, których uczestnicy dyskutowali o kulturze i sztuce, a także o projektach reform ustrojowych w Polsce. Swoistym organem prasowym obiadów czwartkowych stał się tygodnik Zabawy Przyjemne i Pożyteczne (1770–1777), na łamach którego publikowali swoje utwory najwybitniejsi poeci, reprezentujący nurt klasycyzmu w literaturze polskiej.

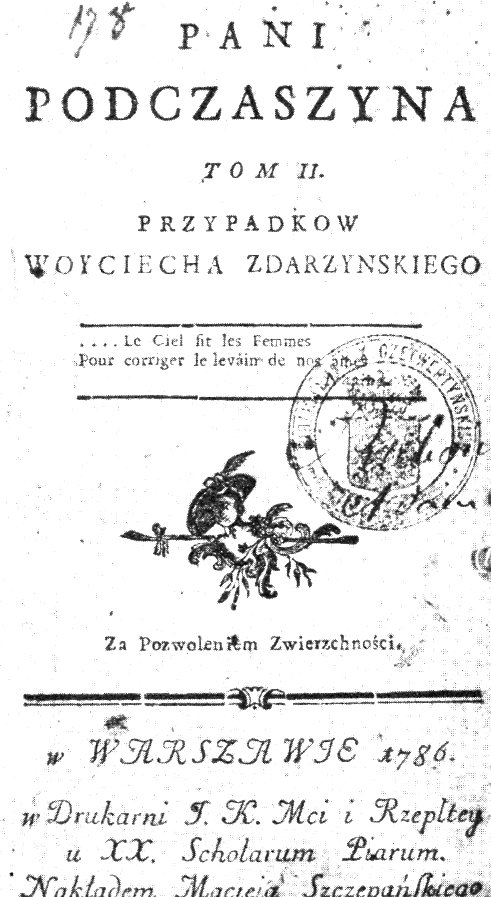
Strona tytułowa pierwszego wydania powieści Pani Podczaszyna Michała D. Krajewskiego

W literaturze tego okresu dominuje poezja. Do najważniejszych twórców należy Ignacy Krasicki, autor zbiorów bajek Bajki i przypowieści (1779) i Bajki nowe (1800), satyr, poematów heroikomicznych Myszeidos pieśni X (1775), Monachomachia (1778), Antymonachomachia (1780) i in. Wyróżniającym się poetą polskiego oświecenia był także Franciszek Karpiński, tworzący pieśni miłosne i sielanki (m.in. Do Justyny, Laura i Filon), pieśni religijne (m.in. Pieśń o narodzeniu Pańskim, Pieśń poranna i Pieśń wieczorna) oraz poezję patriotyczną (m.in. Żale Sarmaty nad grobem Zygmunta Augusta). Innymi znanymi poetami tego okresu byli m.in. Franciszek Dionizy Kniaźnin (1750–1807), Adam Tadeusz Naruszewicz (1733–1796), Stanisław Trembecki (1737–1812), Tomasz Kajetan Węgierski (1756–1787), Franciszek Zabłocki (1752–1821), Franciszek Ksawery Dmochowski (1762–1808) i Julian Ursyn Niemcewicz (1757–1841).
W 1765 powstał Teatr Narodowy, na deskach którego wystawiano dramaty polskich twórców. Dzięki temu dogodne warunki rozwoju zyskała rodzima dramaturgia. Utwory na potrzeby sceny pisał Franciszek Bohomolec (1720–1784), autor m.in. takich dzieł, jak Małżeństwo z kalendarza, Staruszkiewicz, Pan dobry. Rozgłos zyskali także Franciszek Zabłocki (napisał m.in. komedie Fircyk w zalotach i Sarmatyzm) oraz Wojciech Bogusławski, autor m.in. oper Nędza uszczęśliwiona (1778) i Cud mniemany, czyli Krakowiacy i Górale (1794). Sukcesem artystycznym okazała się też sztuka Powrót posła Juliana Ursyna Niemcewicza napisana w czasie trwania obrad Sejmu Czteroletniego. Dramaturgiem spoza środowiska dworu królewskiego był Franciszek Dionizy Kniaźnin, autor m.in. sztuki Młoda Spartanka oraz opery Cyganie.
Żywo rozwijała się w tym czasie publicystyka, podejmująca głównie tematykę dotyczącą organizacji życia publicznego czy kwestie polityczne. Do najważniejszych tekstów tego typu można zaliczyć m.in. polityczny traktat Głos wolny wolność ubezpieczający (1743), którego autorstwo przypisuje się królowi Stanisławowi Leszczyńskiemu, reformatorskie dzieło Stanisława Konarskiego O skutecznym rad sposobie (1760–1763) czy Do Stanisława Małachowskiego, referendarza koronnego. O przyszłym sejmie Anonima listów kilka Hugo Kołłątaja (1750–1812).
Na epokę oświecenia przypada także początek rozwoju polskiej powieści. Zasłużył się tu szczególnie Ignacy Krasicki, autor pierwszej polskiej powieści, zatytułowanej Mikołaja Doświadczyńskiego przypadki (1775). Śladem Krasickiego podążyli także inni autorzy, publikujący w kolejnych latach swoje utwory powieściowe, m.in. Michał Dymitr Krajewski (1747–1817), autor powieści Podolanka (1784), Wojciech Zdarzyński (1785), Pani Podczaszyna (1786), czy Franciszek Salezy Jezierski (1740–1791), który napisał powieści Gowórek herbu Rawicz (1789) oraz Rzepicha, matka królów (1790).

## Późniejsze epoki
- literatura polska – romantyzm (1822–1863)
- literatura polska – pozytywizm i realizm krytyczny (1864–1891)
- literatura polska – Młoda Polska (1891–1918)
- literatura polska – okres międzywojenny (1918–1939)
- literatura polska – II wojna światowa (1939–1945)
- literatura polska – literatura współczesna (od 1945)